# Волжанець
Волжанець (рос. Волжанец) — присілок в Совєтському районі Курської області Російської Федерації.
Населення становить 1025 осіб. Входить до складу муніципального утворення Волжанська сільрада.

## Історія
Населений пункт розташований на території українського етнічного та культурного краю Східна Слобожанщина.
Від 2004 року входить до складу муніципального утворення Волжанська сільрада.

## Населення
| 2002 | 2010  |
| ---- | ----- |
| 1170 | ↘1025 |